# عون (اسم)
عون هو اسم علم مذكر من أصل عربي، ومعناه هو المساعدة المؤازرة الظهير.

## شخصيات تحمل الاسم
- عون الخصاونة (22 فبراير 1950 – )
- عون الرفيق (1841 – 17 يوليو 1905)
- عون السلولي (2 سبتمبر 1998 – )
- عون الشريف قاسم (ناشط سوداني، 16 يونيو 1933 – 19 يناير 2006)
- عون القدومي (داعية إسلامي أردني، 2 يوليو 1982 – )
- عون بن جعفر (سياسي ماليزي، 12 فبراير 1895 – 19 يناير 1962[3])
- عون بن سوف ( – 1947)
- عون بن عبد الله بن جعفر
- عون بن عبد الله بن عتبة
- عون حسين الخشلوك (رجل أعمال عراقي، 3 فبراير 1961 – )

## وصلات خارجية
- موسوعة السلطان قابوس لأسماء العرب نسخة محفوظة 5 أبريل 2019 على موقع واي باك مشين.